# 中国人民解放軍の兵種

## 中国人民解放軍陸軍
- 陸軍歩兵
- 陸軍装甲兵
- 陸軍砲兵
- 陸軍防空兵
  - 高射砲兵
  - 地対空ミサイル兵
- 陸軍航空兵
- 陸軍工程兵（工兵）
  - 舟橋兵
- 陸軍化学防護兵
- 陸軍通信兵
- 陸軍電子対抗兵
- 陸軍特種兵
- 陸軍測絵兵
- 陸軍偵察兵
- 陸軍船艇部隊
- 辺防部隊（国境防備）
- 海防部隊（沿岸防備）

### かつて存在した陸軍兵種
- 鉄道兵（1982年廃止）
- 基本建設工程兵（1982年廃止）
  - 中国人民解放軍基本建設工程兵交通部隊 → 中国人民武装警察部隊交通部隊
  - 中国人民解放軍基本建設工程兵水電部隊 → 中国人民武装警察部隊水電部隊
  - 中国人民解放軍基本建設工程兵黄金部隊 → 中国人民武装警察部隊黄金部隊

## 中国人民解放軍海軍
- 海軍水上艦艇部隊
- 海軍潜水艦部隊
- 海軍航空兵
  - 艦載航空兵
- 海軍沿岸防備兵（地対艦ミサイル部隊）
- 海軍陸戦隊
  - 海軍陸戦隊特種兵

## 中国人民解放軍空軍
- 空軍航空兵
  - 戦闘航空兵
  - 攻撃航空兵
  - 爆撃航空兵
  - 輸送航空兵
  - 特種航空兵
    - 早期警戒航空兵
- 空軍防空兵
  - 地対空ミサイル兵
  - 高射砲兵
- 空挺兵
  - 空挺特種兵
- 空軍通信兵
- 空軍化学防護兵
- 空軍電子対抗兵
- 空軍レーダー兵
- 空軍気象兵

## 中国人民解放軍ロケット軍
- ロケット軍ミサイル兵
- ロケット軍工程兵 (工兵)
- ロケット軍通信兵
- ロケット軍特種兵
- ロケット軍騎兵連
- 軍犬部隊

## その他部隊

### 存在が確認できるが正式名称が不明な部隊
- サイバー軍[1][2][3][4]